# Die lustige Witwe

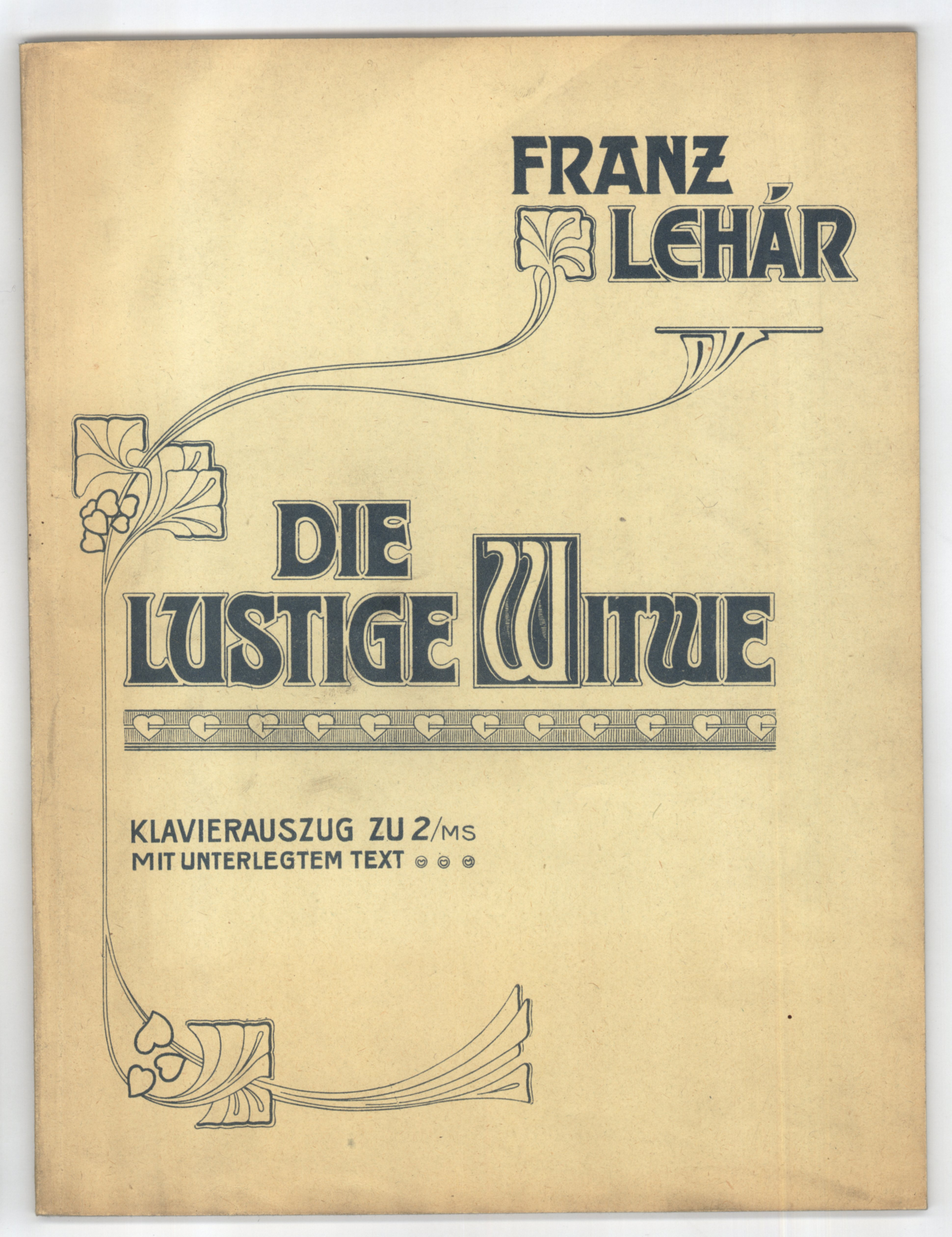
Titelseite Klavierauszug (1906)

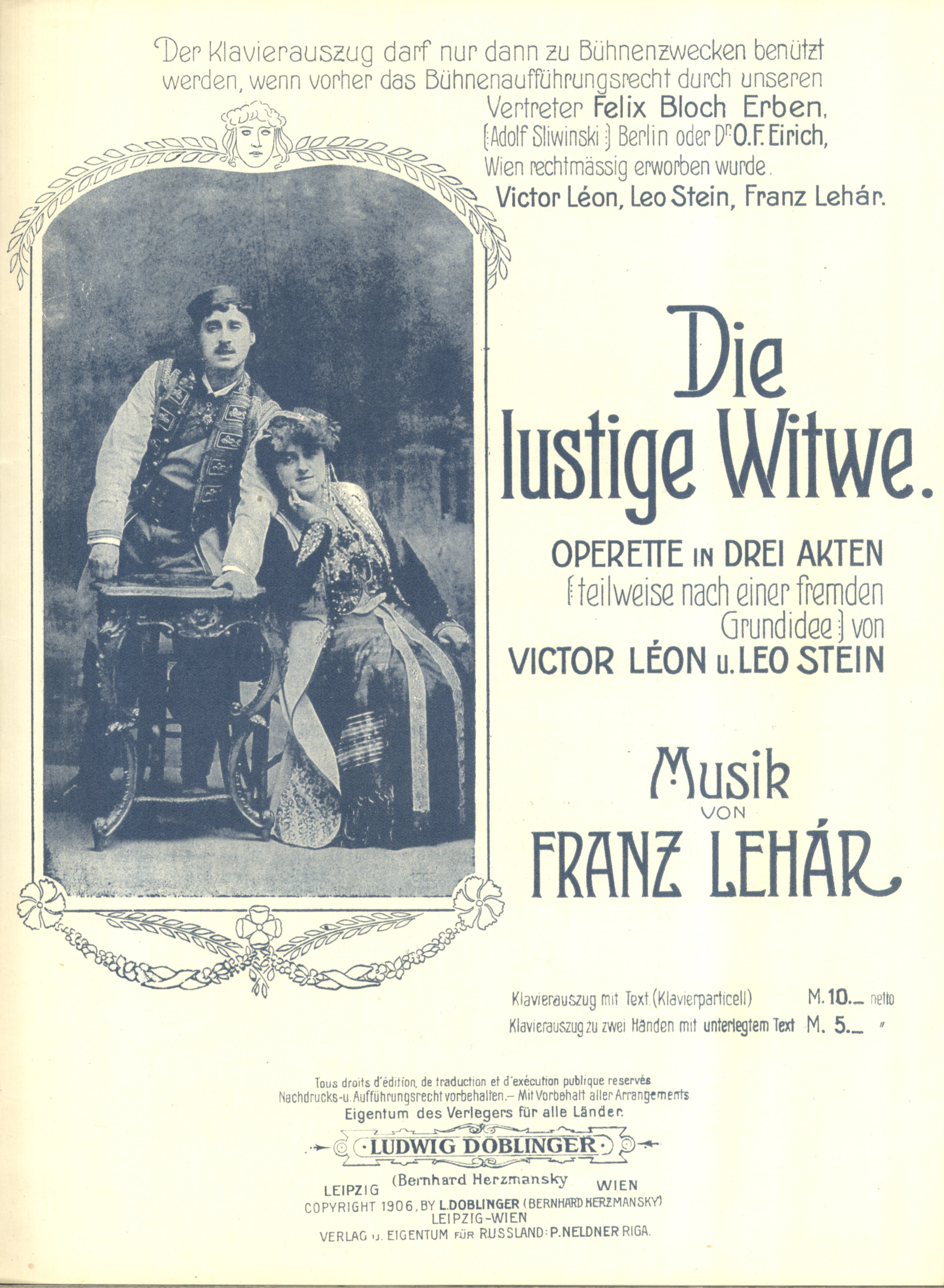
Erste Seite des Klavierauszuges. Auf dem Bild Mizzi Günther und Louis Treumann

Die lustige Witwe ist eine Operette in drei Akten von Franz Lehár. Das Libretto stammt von Victor Léon und Leo Stein nach Henri Meilhacs Lustspiel L’attaché d’ambassade von 1861. Die Uraufführung fand unter der Leitung des Komponisten am 30. Dezember 1905 am Theater an der Wien in Wien statt; die Hauptrollen spielten Mizzi Günther und Louis Treumann.
Die Spieldauer der Operette beträgt zweidreiviertel Stunden, Ort der Handlung ist Paris. Die lustige Witwe ist Lehárs erfolgreichste und bekannteste Operette. Zwischen 1905 und 1948, dem Todesjahr des Komponisten, wurde sie weltweit über 300.000 Mal aufgeführt und mehrfach verfilmt. Die lustige Witwe ist das perfekte Beispiel einer Operette der silbernen Operettenära der Wiener Operette.

## Handlung
Graf Danilo war es aus familiären hierarchischen Gründen nicht erlaubt, Hanna, ein Mädel vom Land, zu heiraten. Während er nach diesem Heiratsverbot seine Sorgen bei den Grisetten zu vergessen sucht, gelingt es Hanna, den reichen Bankier Glawari zu ehelichen, der noch in der Hochzeitsnacht stirbt. Auf dem Ball der Pariser Botschaft von Pontevedro (für die pontevedrinische Botschaft war ursprünglich die von Montenegro eingearbeitet, „was den Zensoren aber damals zu real schien“), treffen Hanna und Danilo wieder aufeinander. Hier setzt die Handlung der Operette ein. Hanna ist jetzt eine reiche Witwe, und jeder Mann will sie unbedingt heiraten – aber nicht wegen ihrer Schönheit und Intelligenz, sondern allein wegen ihres Geldes. Auch Danilos Liebe zu Hanna entflammt erneut, er traut sich aber nicht, ihr dies zu gestehen – aus Angst, man würde ihm ebenfalls vorwerfen, nur an ihrem Geld interessiert zu sein. Doch die Lage wird noch komplizierter. Denn Hanna erklärt ihre Verlobung mit Camille de Rosillon, um die Gattin des Botschafters, Valencienne, zu schützen, die zwar behauptet „eine anständige Frau“ zu sein, aber mit Camille flirtet und fast von ihrem Mann ertappt wird. Erst als dieser Vorfall geklärt ist und Hanna vorgibt, nicht über ihr Erbe verfügen zu dürfen, können sich Hanna und Danilo in die Arme fallen.
Die Operette besticht durch ihre Salon- und Tanzszenen, durch die für die Zeit der Entstehung völlig neue und erotisierende Instrumentierung sowie durch ein neues Sujet: Eine selbstbewusste und starke Frau setzt sich in der Männerwelt durch. Bei der Handlung hält Hanna das Heft in der Hand. Erotische und politische Anspielungen der Zeit machen die Operette übernational interessant.

## Musiknummern
1. Akt
(spielt in Paris um 1900 im Salon des pontevedrinischen Gesandtschaftspalais)
- Nr. 1. Introduktion (Valencienne, Sylviane, Olga, Praškowia, Camille, St. Brioche, Zeta, Cascada, Kromow, Chor):

„Verehrteste Damen und Herren“
- Nr. 2. Duett (Valencienne, Camille):

„So kommen Sie“
- Nr. 3. Entreelied der Hanna und Ensemble (Hanna, St. Brioche, Cascada, Herrenchor):

„Bitte, meine Herren“
- Nr. 4. Auftrittslied (Danilo):

„O Vaterland“ (originaler Refraintext: „Da geh’ ich zu Maxim“, umgangssprachlicher Text: „Da geh’ ich ins Maxim“)
- Nr. 5. Duett (Zauber der Häuslichkeit) (Valencienne, Camille):

„Ja was – ein trautes Zimmerlein“
- Nr. 6. Finale I (Hanna, Valencienne, Sylviane, Danilo, Camille, St. Brioche, Cascada, Chor):

„Damenwahl“
2. Akt
(spielt einen Tag später im Schloss von Hanna Glawari)
- Nr. 7. Introduktion, Tanz und Vilja-Lied (Lied vom Waldmägdelein) (Hanna, Chor):

„Ich bitte, hier jetzt zu verweilen“
„Es lebt eine Vilja“
- Nr. 8. Duett (Lied vom dummen Reiter) (Hanna, Danilo):

„Heia, Mädel, aufgeschaut“
- Nr. 9. Marsch-Septett (Danilo, Zeta, St. Brioche, Cascada, Kromow, Bogdanowitsch, Pritschitsch):

„Wie die Weiber man behandelt“
- Nr. 10. Spielszene und Tanzduett (Hanna und Danilo)
- Nr. 11. Duett und Romanze (Valencienne, Camille):

„Mein Freund, Vernunft“
„Wie eine Rosenknospe“
- Nr. 12. Finale II (Hanna, Valencienne, Sylviane, Olga, Praškowia, Danilo, Camille, Zeta, Bogdanowitsch, Kromow, Pritschitsch, Njegus, Chor):

„Ha! Ha! Wir fragen“
- Nr. 12a. Entr’akt (Vilja-Lied)

3. Akt
(spielt im Schloss der Hanna Glawari)
- Nr. 12b. Zwischenspiel
- Nr. 13. Tanz-Szene
- Nr. 14. Chanson (Grisettenlied) (Valencienne, Lolo, Dodo, Jou-Jou, Frou-Frou, Clo-Clo, Margot, Danilo, Zeta, Bogdanowitsch, Pritschitsch, Kromow, Chor):

„Ja, wir sind es, die Grisetten“
- Nr. 14a. Reminiszenz (Lolo, Dodo, Jou-Jou, Frou-Frou, Clo-Clo, Margot, Danilo):

„Da geh’ ich zu Maxim“
- Nr. 15. Duett (Hanna, Danilo):

„Lippen schweigen“
- Nr. 16. Schlussgesang (Alle Soli, Chor):

„Ja, das Studium der Weiber ist schwer“

## Verfilmungen
- 1918: Die lustige Witwe – Regie: Michael Curtiz
- 1925: Die lustige Witwe – Regie: Erich von Stroheim
- 1934: Die lustige Witwe – Regie: Ernst Lubitsch
- 1952: Die lustige Witwe – Regie: Curtis Bernhardt
- 1962: Die lustige Witwe – Regie: Werner Jacobs

## Trivia
- 1907 wurde Mitislaw der Moderne (Text: Fritz Grünbaum und Robert Bodanzky; Musik: Franz Lehár) im Kabarett „Hölle“ uraufgeführt. Mitislaw der Moderne ist eine Parodie der Lustigen Witwe, basierend auf dem Grisettenakt. Das Werk erschien im Glockenverlag. Die Handlung dreht sich um Prinz Mitislaw, der in dem Balkanstaat Benzinien eine erotische Diktatur errichtet.
- Im Jahr 1928 brachte Erik Charell im Berliner „Metropol-Theater“ eine Revuefassung der Operette heraus. Der Handlung wurde ein Vorspiel in einem „Gartentingeltangel in Honduras“ vorangestellt. Fritzi Massary und Walter Jankuhn spielten die Hauptrollen. Auf Massarys Wunsch wurden die Zuordnungen der einzelnen Nummern verändert, so dass unter anderem das Grisettenlied als Mein Freund aus Singapur und der Weibermarsch der Rolle der Hanna zufielen, das Vilja-Lied aber (mit englischem Text) einem Tingeltangel-Sänger übertragen wurde. Zusätzliche Einlagen waren das Tanzduett Halt Still (zuvor mit dem Text „Um acht beginnt die Nacht“ in Die blaue Mazur verwendet) und das Chanson Ich hol’ dir vom Himmel das Blau.
- Die lustige Witwe war Adolf Hitlers Lieblingsoperette. Die jüdischen Librettisten Léon und Stein blieben bei Aufführungen in der Zeit des Nationalsozialismus unerwähnt. Josef Greiner behauptete in seinem Buch Das Ende des Hitler-Mythos 1947, Hitler habe sich während seines Wiener Aufenthalts beim Theater an der Wien als Sänger mit einem Lied aus der Lustigen Witwe beworben und sei von Direktor Wilhelm Karczag nur deshalb abgelehnt worden, weil er keinen Frack trug. Wie andere wenig glaubwürdige Erzählungen Greiners wurde auch dieser Bericht wiederholt aufgegriffen.
- Dmitri Schostakowitsch verwendet Motive aus dem Lied „Da geh' ich ins Maxim“ im ersten Satz seiner 7. Symphonie („Leningrader“). Béla Bartók zitiert seinerseits Schostakowitschs Verwendung dieser Melodiemotive in seinem Konzert für Orchester, IV. Satz, Intermezzo interrotto, Allegro.
- „Lippen schweigen, ’s flüstern Geigen“ fungiert als Hauptthema in Alfred Hitchcocks Film „Im Schatten des Zweifels“ („Shadow of a Doubt“, 1943), wird dort jedoch als „Merry Widow Waltz“ („Lustige-Witwe-Walzer“) bezeichnet.
- 1970 inszenierte Franz Marischka in der Berliner Deutschlandhalle die Show Die lustige Witwe auf dem Eis mit Marika Kilius, Hans-Jürgen Bäumler und Manfred Schnelldorfer.
- Am 8. Dezember 2009 trug Johannes Heesters im Alter von 106 Jahren bei einem Konzert des Wiener Robert-Stolz-Clubs „Da geh ich ins Maxim“ vor.
- Das Maxim-Lied wird mit einigen Variationen der Titelzeile präsentiert: „Da geh ich zu Maxim“, da geh’ ich zum Maxim oder „Da geh’ ich ins Maxim“, was auf den populären Einspielungen häufig ist (Beispiel René Kollo). Bei Heesters heißt es auch „Heut geh ich ins Maxim“, vereinzelt findet man auch „Dann geh’ ich ins Maxim“.
- Der Kölner Männer-Gesang-Verein persiflierte das Thema in seinem „Divertissementchen“ 2011 unter dem Titel Die Kölsche Witwe.
- Anlässlich der 400. Vorstellung spielte Lehár bei der Jubiläumsvorstellung die Symphonische Fantasie Eine Vision (Meine Jugend) als Ouvertüre.[6]

## Partitur
- Norbert Rubey (Hrsg.): Franz Lehár. Die lustige Witwe (Partitur). Historisch-kritische Neuausgabe 2013. Musikverlag Doblinger, Wien.